# 컴필레이션 음반
컴필레이션 음반(Compilation album)은 한 음악가 또는 여러 음악가의 노래를 특정 분류에 따라 모은 음반이다. 편집 음반이라고도 불린다.

## 일반적인 종류
- 한 음악가의 베스트 음반, 싱글 콜렉션
- 그 외 한 음악가의 컴필레이션
- 박스 세트
- 여러 음악가의 주제 컴필레이션
- 여러 음악가의 장르 컴필레이션
- 여러 음악가의 히트 컴필레이션
- 프로모션 컴필레이션 또는 샘플러
- 레이블 프로모션 컴필레이션
- 작곡가/프로듀서 음반

## 컴필레이션 음반의 예시
- Now That's What I Call Music! (폴리그램/버진/EMI, 1983년 ~ ) 최신 히트곡
- 슈퍼 유로비트 (에이벡스, 1991년 ~ ) 유로비트 장르
- 1 (음반) (록, 2000) 비틀즈 컴필레이션

## 같이 보기
- 앤솔러지 (동음이의)
- 믹스테이프